# ウルヴァーハンプトン大学
ウルヴァーハンプトン大学（英語: University of Wolverhampton）は、イギリス・ウェスト・ミッドランズ州・ウルヴァーハンプトンに本部を置くイギリスの公立大学。1992年創立、1992年大学設置。

## 沿革
1931年に、ウルヴァーハンプトン職工協会（1835年設立）、ウルヴァーハンプトン自由図書館（1870年設立）、ウルヴァーハンプトン芸術学校（1851年設立）が合併し、ウルヴァーハンプトン・スタッフォードシャー技術単科大学が設立される。その後、1992年に総合大学として認められ、現在に至る。学生数は約23,000名で、イギリス最大の大学の一つである。

## キャンパス
ウォルヴァーハンプトン大学は、ウェスト・ミッドランズとシュロップシャーにまたがる 4 つのキャンパスにまたがって位置してある。
- シティキャンパス （ウルヴァーハンプトン）
- スプリングフィールドキャンパス（ウルヴァーハンプトン）
- テルフォードイノベーションキャンパス （テルフォード）
- ウォルソールキャンパス　（ウォルソール）

## 学部
- 人文科学
- 語学・社会科学
- アート・デザイン・スポーツ・レジャー・舞台芸術
- コンピューター・IT
- ビジネス
- 応用科学
- 保健科学
- 工学・構築環境
- 法学
- 教育